# God Dethroned
God Dethroned — нидерландская метал-группа, которую в 1991 году основал вокалист и гитарист Хенри Саттлер вместе со своими друзьями (указаны как М. Бьюкевелд, М. Арендс и А. Дейкстра). Они сделали демозапись Christhunt (1991) и получили возможность выпустить альбом на небольшом немецком лейбле Shark Records. Дебютник The Christhunt (1992) получился слегка коммерческим, основатель Хенри Саттлер приостанавливает проект и формирует новую группу Ministry of Terror. После издания одного альбома и европейского тура, Хенри Саттлер решает восстановить God Dethroned с гитаристом Йенс, басистом Бифф и барабанщиком Роэл. Новые участники заключают контракт с Metal Blade Records, на котором выходит второй альбом The Grand Grimoire (1997). Альбом был выпущен в США в следующем году и достиг определённого успеха на радио-металлических шоу в колледжах. Дебютник был переиздан в том же году, с расчлененной крысой на обложке, как и хотелось сделать участникам изначально.

## Состав

God Dethroned на With Full Force 2018
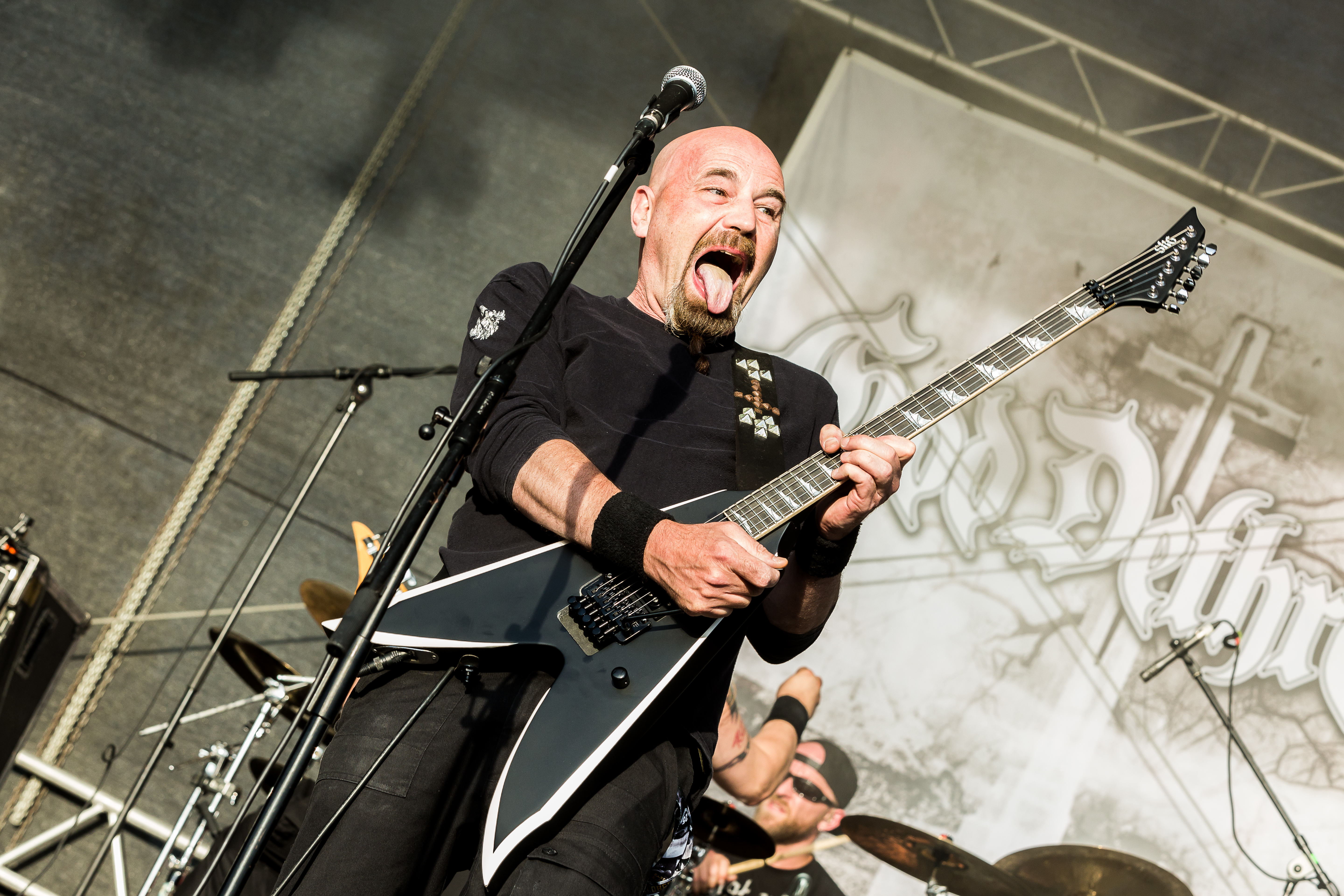
Вокалист и ритм-гитарист Henri Sattler
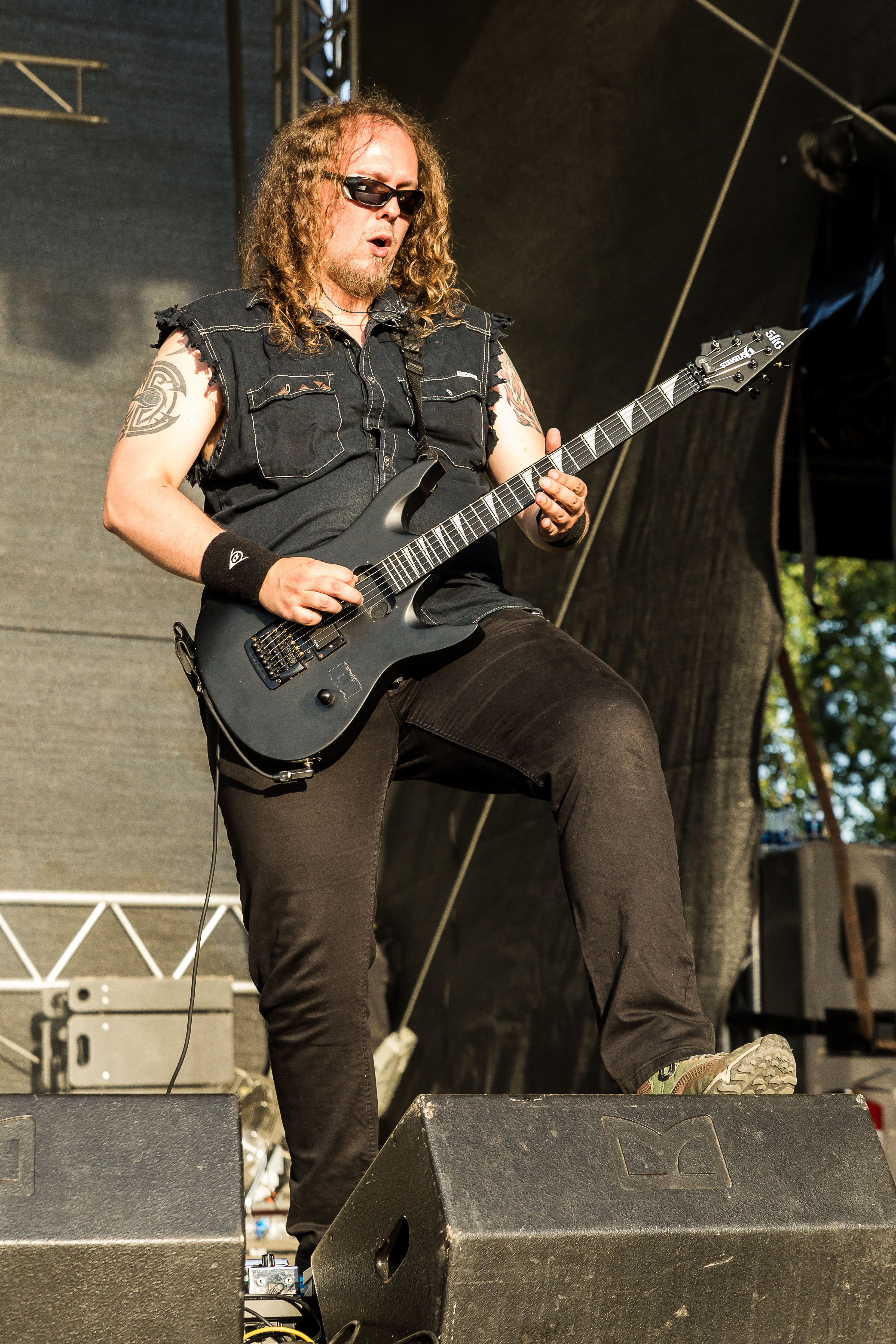
Соло-гитарист Mike Ferguson
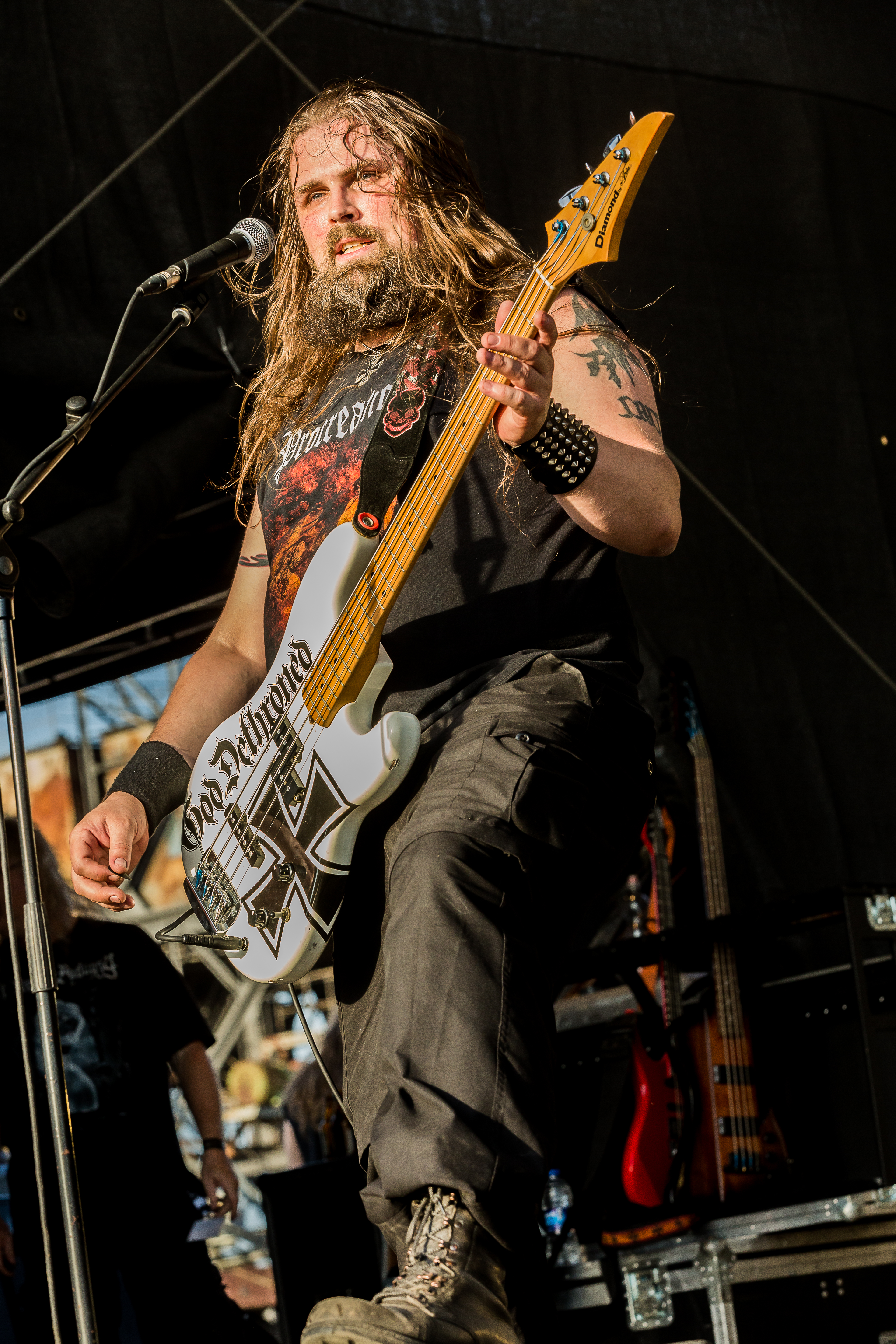
Басист Jeroen Pomper
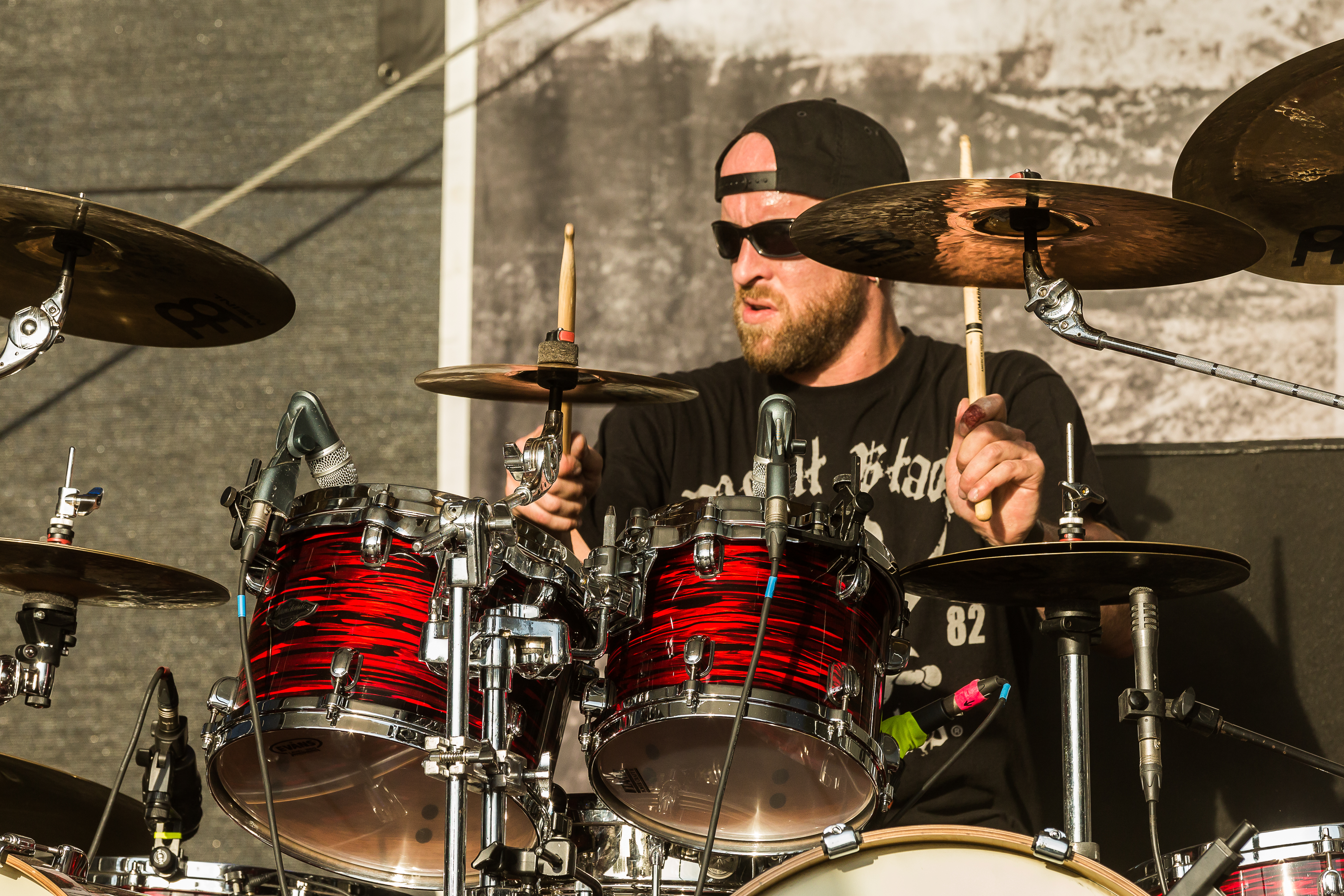
Барабанщик Michiel Van Der Plicht

### Текущий состав
- Henri «T.S.K.» Sattler — вокал, соло и ритм-гитара (1991—1993, 1996—2012, 2015-н.в.)
- Michiel Van Der Plicht — ударные (2009—2012, 2015-н.в.)
- Mike Ferguson — соло и ритм-гитара (2015-н.в.)
- Jeroen Pomper — бас-гитара (2015—н.в.)

### Бывшие участники
- Ard de Weerd — ударные (1991—1993)
- Hans Leegstra — соло-гитара (1991—1993)
- Marco Barends — бас-гитара (1991—1992)
- Marcel Beukeveld — бас-гитара (1992—1993; умер в 2016)
- Jens van der Valk — соло-гитара (1996—2003)
- Beef — бас-гитара (1996—2003)
- Roel Sanders — ударные (1996—1999, 2008—2009)
- Tony Laureano — ударные (1999—2001)
- Ariën van Weesenbeek — ударные (2001—2008)
- Isaac Delahaye — соло-гитара (2003—2009)
- Susan Gerl — соло-гитара (2009—2010)
- Danny Tunker — соло-гитара (2010—2012)
- Henk Zinger — бас-гитара (2003—2012)

### Во время живых выступлений
- Ian Jekelis — соло-гитара (2010, 2015)

## Дискография
- Christhunt (демо) (1991)
- The Christhunt (1992) (переиздан в 1998)
- The Grand Grimoire (1997)
- Bloody Blasphemy (1999) [3]
- The Ancient Ones compilation (2000)
- Ravenous (2001)[4]
- Into the Lungs of Hell (2003)
- The Lair of the White Worm (2004)[5]
- The Toxic Touch[англ.] (2006)[6]
- Passiondale[англ.] (2009)[7]
- Under The Sign Of The Iron Cross (2010)[8]
- He World Ablaze|The World Ablaze (2017)
- Illuminati (2020)